# Zotye
La Zotye Auto (in cinese: 众泰汽车; pinyin: Zhòngtài Qìchē; ufficialmente Zotye International Automobile Trading Co., Ltd.) è un'industria automobilistica cinese con base nello Zhejiang, nata nel 2005. Nota soprattutto per la produzione di vetture con un design particolarmente ispirato alle auto giapponesi e tedesche (quasi copie), la produzione attuale è commercializzata soprattutto sul territorio cinese dove le leggi sul copyright non sono favorevoli a chi ha subito il plagio.

## Storia
Azienda nata come esportatrice di ricambi per autoveicoli successivamente espande la produzione fino a vetture complete stringendo accordi con numerose case automobilistiche. Nel 2005 viene lanciata la prima vettura ovvero un SUV denominata 2008, in onore dei Giochi olimpici di Pechino 2008, fortemente "ispirato" alla Daihatsu Terios di prima generazione. Si trattava di una copia non autorizzata del fuoristrada giapponese che in seguito è stata aggiornata e ristilizzata al fine di aumentarne le differenze; tuttavia la parentela stilistica risultava piuttosto evidente.

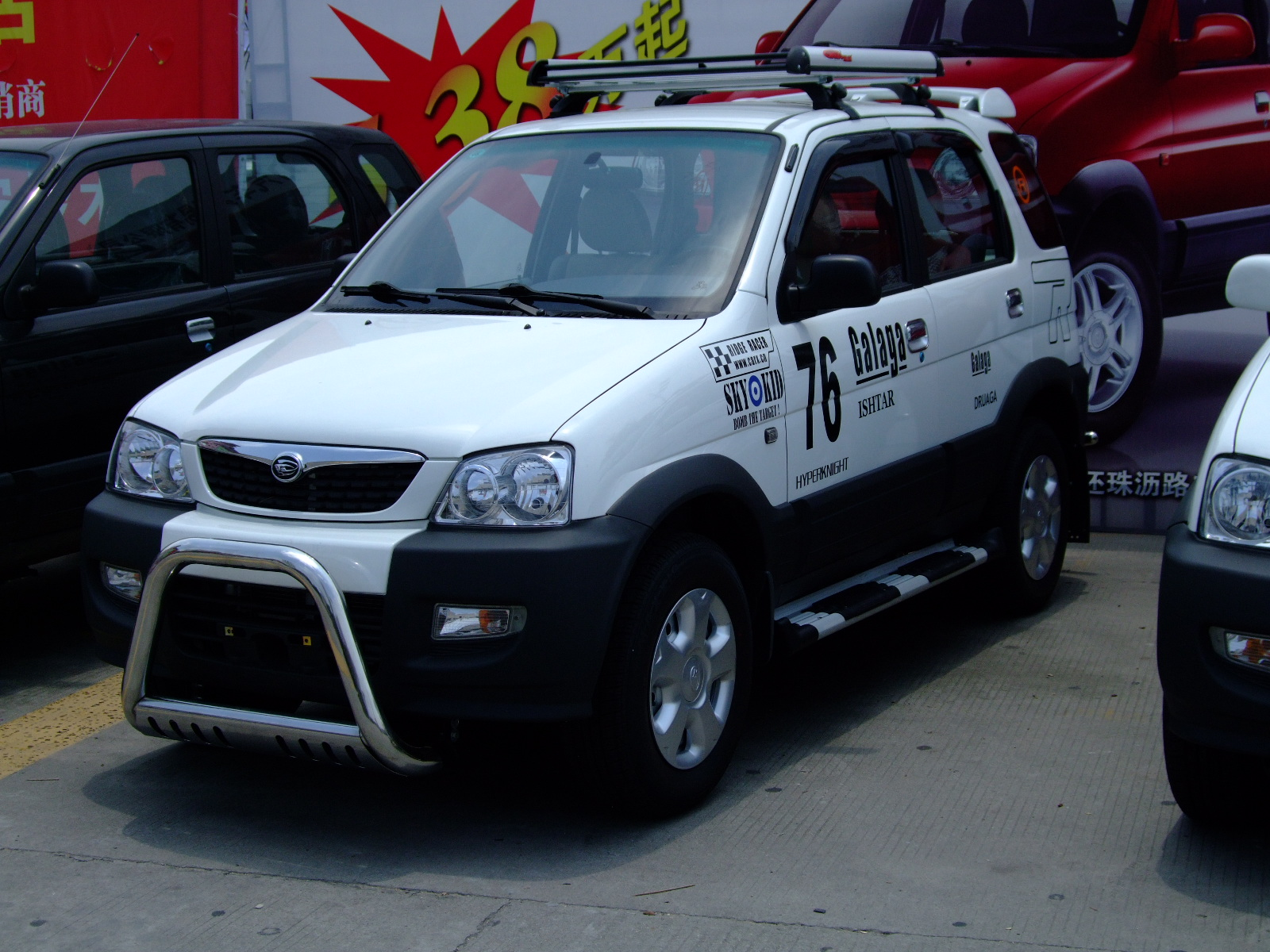
La Zotye 2008

Nel 2008 la Zotye stringe accordi con Fiat Group Automobiles (oggi FCA Italy S.p.A.) ed acquista la licenza per la produzione dei modelli Fiat Multipla, Fiat Doblò (prima serie) e Lancia Lybra mentre nel 2009 ha acquisito le catene di montaggio per la produzione dei modelli Perla e Palio dalla defunta joint-venture Nanjing Fiat Automobile. Di questi modelli sono stati presentati i prototipi ma solo la Multipla, la Palio e la Perla entreranno in produzione. La Multipla inizialmente venne commercializzata dal 2009 come Zotye Multiplans e successivamente, in occasione di un facelift frontale venne adottata una nuova calandra e la denominazione del modello divenne Zotye M300.
Le Perla e Palio entrano in produzione nel 2011 come Zotye Z200 riviste soprattutto nell'estetica rispetto all'originale disegno italiano, ma lasciando immutati i volumi generali dell'automobile. La Lancia Lybra e il Fiat Dobló invece, nonostante fossero in cantiere dei progetti per rilanciare i modelli con un'estetica e una denominazione inedita, non hanno mai avuto un seguito produttivo.
Nel 2009 acquista la Jiangnan Auto ed entra in possesso dei diritti di produzione dell'unico modello proposto ovvero la Jiangnan Alto, vettura a sua volta prodotta su licenza Suzuki che rispecchia fedelmente la seconda generazione della Alto, superutilitaria giapponese. La vettura venne lanciata nel 2010 come Zotye JN Auto al prezzo di 2.830 dollari (diventando la vettura col prezzo più basso proposta in Cina) e successivamente venne denominata Zotye TT.
Tra il 2010 e il 2011 viene presentato il restyling della 2008 che cambia denominazione in Zotye 5008 e debutta il minivan V10, fortemente ispirato nello stile ai van giapponesi. Viene stretto anche un accordo con Premier Automobiles per l'assemblaggio su licenza in India della 5008 con kit importati dalla Cina e motore turbodiesel PSA TUD5.

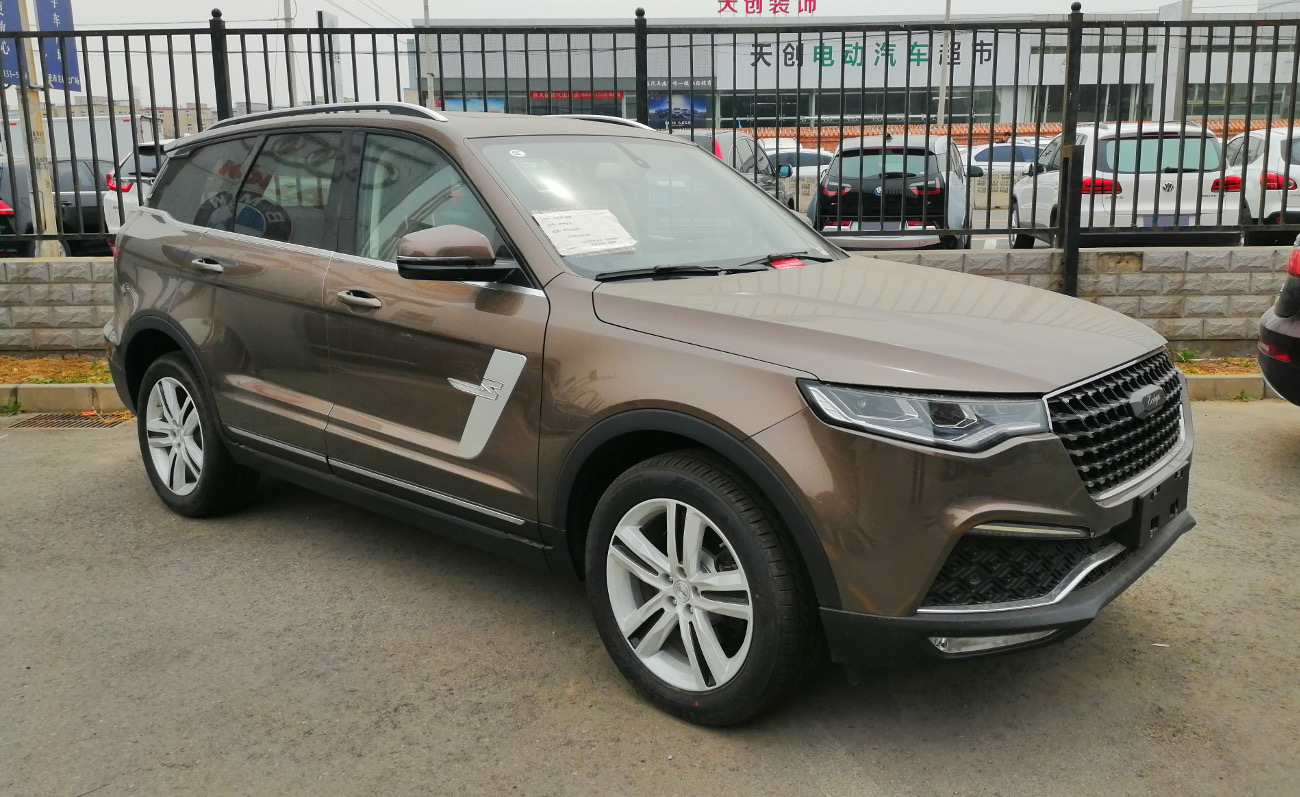
Una Zotye T800

Negli anni recenti si ha l'espansione della gamma con il lancio di vetture inedite progettate soprattutto per il mercato cinese come berline e crossover/SUV che però possiedono un design chiaramente ispirato dai produttori tedeschi (soprattutto il gruppo Volkswagen). Nel 2012 debutta la Z300, berlina compatta (che richiama la Toyota Allion venduta nei mercati asiatici) seguita dal 2014 dalla Z500 che sfrutta medesima meccanica della Z300 ma con dimensioni maggiori ed estetica più sportiva; entrambe si inseriscono nel segmento C (medio-compatte). Nel 2013 al Salone di Shanghai viene lanciata la Z100, utilitaria compatta che nel disegno si ispira alla Suzuki Alto di settima generazione (inizialmente intesa come successore della piccola Zotye JN). Nel dicembre del 2013 viene presentato il SUV medio grande T600, vettura che si posiziona al top della gamma equipaggiata con motori benzina 1.5 turbo e 2.0 turbo di origine Mitsubishi. La T600 da un punto di vista stilistico, in molti tratti si ispira a modelli tedeschi come la Volkswagen Touareg e l'Audi Q5. In contemporanea debuttano anche la M300EV, versione elettrica della Multiplans, il restyling della 5008 (ora denominata T200) e una piccola minicar denominata E20 a due posti. Nel 2014 esce di produzione la Z200 (la vecchia Palio e Perla) a causa della bassa richiesta mentre nel 2015 debuttano una grande berlina denominata Z700 (che copia stilisticamente modelli del gruppo Volkswagen come la Passat e l'Audi A6) e la crossover Zotye Damai X5 (una copia della Volkswagen Tiguan). Nel 2016 è attesa la vendita dei modelli SR7 (copia dell'Audi Q3) e T700 (copia della Porsche Macan) già presentati allo stadio di concept car nel 2015.